# Alberto Carloni
Alberto Carloni (...) è un attore italiano.

## Filmografia

### Cinema
- Kean - Genio e sregolatezza, regia di Vittorio Gassman e Francesco Rosi (1957)
- Le notti bianche, regia di Luchino Visconti (1957)
- Vacanze in Argentina, regia di Guido Leoni (1960)

### Televisione
- Romeo e Giulietta, regia di Franco Enriquez (1954)
- Romanzo, regia di Daniele D'Anza (1956)
- Vita col padre, regia di Mario Ferrero (1956)
- Gli occhi consacrati di Roberto Bracco, regia di Carlo Di Stefano, trasmesso sul Programma Nazionale il 2 luglio 1965.

### Serie TV
- Orgoglio e pregiudizio – serie TV, episodi 1x2 (1957)
- Umiliati e offesi – serie TV, episodi 1x2-1x3 (1958)
- Michele Settespiriti – serie TV, episodi 1x4 (1964)
- Le inchieste del commissario Maigret – serie TV, episodi 1x4 (1965)
- Il padrone del villaggio – serie TV, episodi (1965)
- Questa sera parla Mark Twain – serie TV, episodi 1x5 (1965)
- I ragazzi di padre Tobia – serie TV, episodi 1x1-1x6 (1968-1969)
- Il segreto di Luca – serie TV, episodi 1x1-1x2 (1969)
- Il cappello del prete – serie TV, episodi 1x3 (1970)